# Pallenopsis creekiana
Pallenopsis creekiana är en havsspindelart som beskrevs av Larramendy, M.L. 1975. Pallenopsis creekiana ingår i släktet Pallenopsis och familjen Phoxichilidiidae. Inga underarter finns listade i Catalogue of Life.